# Musonia costalis
Musonia costalis är en bönsyrseart som beskrevs av Rehn 1920. Musonia costalis ingår i släktet Musonia och familjen Thespidae. Inga underarter finns listade i Catalogue of Life.